# Alphonse-Louis du Plessis de Richelieu
Alphonse Louis du Plessis de Richelieu, né à Paris en 1582 et mort à Lyon le 23 mars 1653, est un prélat, archevêque de Lyon et d'Aix-en-Provence. Il est le frère aîné d'Armand Jean du Plessis, plus connu sous le nom du cardinal de Richelieu.

## Biographie

### Jeunesse
Fils cadet de François IV du Plessis de Richelieu, prévôt de France, il fut décidé par son oncle Amador de La Porte, qui l'avait envoyé en 1594 au collège de Navarre avec Henri, qu'il intégrerait en tant que chevalier l'ordre de Saint-Jean de Jérusalem où lui-même était commandeur. Mais sa peur de l'eau et son peu d'entrain pour l'exercice physique amenèrent à un changement de stratégie pour la famille : Alphonse Louis devait devenir évêque de Luçon à la place d'Armand Jean, celui-ci devant se consacrer désormais à la carrière des armes. Mais la grande piété d'Alphonse Louis l'amena à devenir novice à la Grande Chartreuse en 1602 et à prononcer ses premiers vœux le 12 mars 1603. Cette décision fit qu'Armand Jean dut retourner aux études de théologie pour reprendre le diocèse de Luçon que sa famille contrôlait depuis 1584 grâce à la nomination de Jacques du Plessis, grand-oncle d'Alphonse Louis, comme évêque.

### Carrière ecclésiastique
Après  20 ans passés dans diverses chartreuses, dont celle de Lyon, il est prieur de Chartreuse de Bonpas en 1621 et visiteur de la province cartusienne de Provence.
Sur l'insistance  du cardinal de Richelieu, il est nommé archevêque d'Aix-en-Provence, le 6 décembre 1625, puis archevêque de Lyon, en septembre 1628, après la disparition de l'archevêque Charle Miron,  et créé cardinal, le 19 novembre 1629. Il fonde les couvents de l'Annonciade et des Bernardines. Il est nommé grand aumônier de France et commandeur de l'Ordre du Saint-Esprit en 1631. En 1635 il est ambassadeur extraordinaire à Rome. De 1632 à 1653, il est abbé commendataire de Saint-Étienne de Caen. Il meurt à Lyon en 1653 d'hydropisie. À sa demande, il est enterré dans l'église de l'hôpital des pauvres de la Charité de Lyon.
En 1642, Alphonse est grand recteur de la Sorbonne à la suite de son frère cadet qui occupait cette charge. En 1645, il préside l'assemblée du clergé de France.
Après la mort d'Armand Jean du Plessis de Richelieu, un long procès l'oppose au conseiller Pierre Payen pour le titre de prieur de la Charité-sur-Loire que son frère lui a octroyé aux dépens de Payen. Privé de la protection du puissant ministre, Alphonse du Plessis de Richelieu perd ce procès.

## Armoiries
D'argent, à trois chevrons de gueules